# Tour de França de 1926
El Tour de França de 1926 fou la vintena edició del Tour de França i es disputà entre el 20 de juny i el 18 de juliol de 1926, sobre un recorregut de 5.745 km, distribuïts en 17 etapes. La cursa fou guanyada pel belga Lucien Buysse, a una velocitat mitjana de 24,064 km/h, amb quasi una hora i mitja sobre el segon classificat, el luxemburguès Nicolas Frantz. Dels 136 ciclistes que van prendre la sortida, sols 41 finalitzaren la cursa.

## Canvis respecte a l'edició anterior
El 1925 el nombre d'etapes havia passat de 15, com es venia fent des de 1910, fins a 18. El 1926 se'n va eliminar una, quedant en 17 les etapes realitzades. L'organitzador del Tour, Henri Desgrange, buscava tenir etapes més llargues, passant d'una mitjana de 312 km per etapa el 1925 a 338 el 1926.

## Participants
Foren 126 els ciclistes que van prendre la sortida en aquesta edició del Tour de França. 82 d'ells eren "touriste-routiers", ciclistes que no tenien el suport al darrere de cap equip. Els altres 44 ciclistes formaven part d'equips, alguns d'ells compostos per tan sols dos corredors.
Els dos equips més potents de la cursa, amb els principals favorits a la victòria final eren l'Automoto i l'Alcyon. L'Automoto comptava amb Ottavio Bottecchia, el vencedor de les dues darreres edicions, i Lucien Buysse, tercer i segon en les edicions precedents. L'equip Alcyon comptava amb Bartolomeo Aymo i Nicolas Frantz, tercer i quart classificats el 1925, i Adelin Benoit. Els organitzadors del Tour pensaven que la lluita seria entre Bottecchia i Benoit.
A diferència de les edicions anteriors no hi pren part cap ciclista català.

## Recorregut
Aquesta fou l'edició més llarga de la història del Tour, recorrent tot el perímetre de França. Fou la primera vegada que la cursa començava fora de París, a Évian-les-Bains; Fins a quatre etapes superen els 400 km, quan l'any anterior sols havia estat una. Es tornen a disputar les clàssiques etapes dels Pirineus i els Alps, amb el pas pels ports com l'Aubisca, Tourmalet, Izoard o Galibier.

## Desenvolupament de la cursa

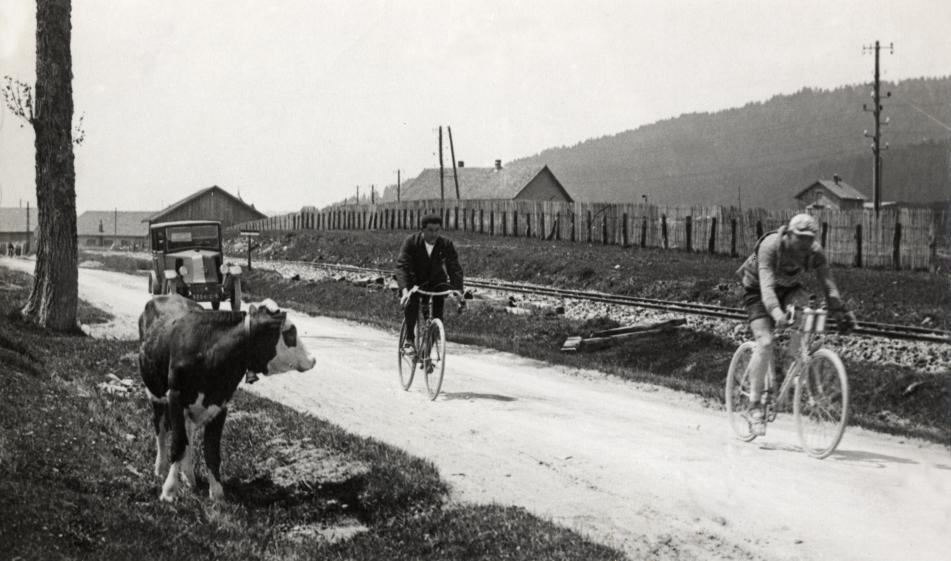
Una vaca mirant el pas del ciclista Jules Buysse, que guanyà la primera etapa entre Evian i Mulhouse.

Jules Buysse començà fort la primera etapa, guanyant en solitari amb més de 13 minuts sobre el l'immediat perseguidor a Mulhouse. Bottecchia va perdre més de mitja hora en aquesta etapa. La segona etapa finalitza en un esprint massiu, sense que es produís cap canvi en la classificació general. En la tercera etapa Buysse perd el liderat en favor de Gustaaf van Slembrouck. Aquell mateix dia Lucien Buysse va rebre la notícia de la mort de la seva filla. Va considerar abandonar la cursa, però finalment va decidir continuar corrent. Les següents etapes finalitzaren en esprints massius, amb tots els favorits agrupats en el mateix grup. En la sisena etapa, Félix Sellier guanyà a l'esprint, però el jurat va dictaminar que no havia estat un esprint net i fou desplaçat a la segona posició, fent que Joseph van Dam fos el vencedor de l'etapa.
Després d'unes jornades monòtones, la lluita per la classificació general començà en la desena etapa. Aquesta desena etapa ha estat catalogada com l'etapa més dura mai disputada al Tour de França; Disputada sota una constant pluja, molt fred i intensa boira, 76 ciclistes van prendre la sortida a mitjanit, i més de disset hores després, Lucien Buysse la finalitzà proclamant-se vencedor. Després de 25 minuts arribà el segon classificat. Una hora més tard sols 10 ciclistes havien finalitzat l'etapa per la qual cosa l'organització del Tour va enviar cotxes a buscar els ciclistes. A la mitjanit 47 ciclistes havien arribat, alguns d'ells en autobusos. Els oficials de cursa van permetre continuar als ciclistes que havien fet fins a un 40% més de temps que el vencedor. Finalment foren 54 els ciclistes que van creuar la línia de meta, mentre els altres 22 restants van abandonar la cursa. Després de l'etapa, les autoritats de la carrera van ser abordats per un home que va dir que havia portat alguns ciclistes a la línia de meta amb el seu cotxe, però que no li havien pagat. Les autoritats van decidir no castigar els ciclistes, i es pagà al conductor. Gustaaf Van Slembrouck, portador del mallot groc, acabà l'etapa en 20a posició, quasi dues hores rere Buysse. Un any més tard, Van Slembrouck va dir que durant l'etapa va informar a Desgrange que volia abandonar, i Desgrange va ordenar a un cotxe que acompanyés Van Slembrouck a la meta. La mateixa etapa, amb els mateixos ports, s'havia disputat el 1913, però amb bon temps, i el vencedor, Philippe Thys sols necessità 13 hores fer finalitzar-la. Entre els ciclistes que abandonaren en el decurs de l'etapa destaquen el vigent campió, Ottavio Bottecchia, Philippe Thys o Adelin Benoit.
Amb la victòria de Buysse en la següent etapa, la seva victòria estava assegurada, ja que liderava la cursa amb més d'una hora. Des d'aquell moment, Buysse va estalviar forcers, i la cursa es va limitar a la lluita per la segona posició entre Frantz i Aimo. Finalment fou Frantz el segon classificat, amb 26 segons d'avantatge sobre Aimo.

## Resultats

### Etapes
El 1926 no hi hagué cap victòria d'etapa francesa. Això era la primera vegada que passa, i des d'aleshores sols s'ha repetit el 1999.
| Etapa | Data         | Recorregut                    | Km  | Vencedor d'etapa              | Líder de la general          |
| ----- | ------------ | ----------------------------- | --- | ----------------------------- | ---------------------------- |
| 1a    | 20 de juny   | Évian-les-Bains - Mülhausen   | 373 | Jules Buysse (BEL)            | Jules Buysse (BEL)           |
| 2a    | 22 de juny   | Mülhausen - Metz              | 334 | Aimé Dossche (BEL)            | Jules Buysse (BEL)           |
| 3a    | 24 de juny   | Metz - Dunkerque              | 433 | Gustaaf van Slembrouck (BEL)  | Gustaaf van Slembrouck (BEL) |
| 4a    | 26 de juny   | Dunkerque - Le Havre          | 361 | Félix Sellier (BEL)           | Gustaaf van Slembrouck (BEL) |
| 5a    | 28 de juny   | Le Havre - Cherbourg          | 357 | Adelin Benoit (BEL)           | Gustaaf van Slembrouck (BEL) |
| 6a    | 30 de juny   | Cherbourg - Brest             | 405 | Joseph van Dam (BEL)          | Gustaaf van Slembrouck (BEL) |
| 7a    | 2 de juliol  | Brest - Les Sables d'Olonne   | 412 | Nicolas Frantz (LUX)          | Gustaaf van Slembrouck (BEL) |
| 8a    | 3 de juliol  | Les Sables d'Olonne - Bordeus | 285 | Joseph van Dam (BEL)          | Gustaaf van Slembrouck (BEL) |
| 9a    | 4 de juliol  | Bordeus - Baiona              | 189 | Gustaaf van Slembrouck (BEL)  | Gustaaf van Slembrouck (BEL) |
| 10a   | 6 de juliol  | Baiona - Luishon              | 326 | Lucien Buysse (BEL)           | Lucien Buysse (BEL)          |
| 11a   | 8 de juliol  | Luishon - Perpinyà            | 323 | Lucien Buysse (BEL)           | Lucien Buysse (BEL)          |
| 12a   | 10 de juliol | Perpinyà - Toló               | 427 | Nicolas Frantz (LUX)          | Lucien Buysse (BEL)          |
| 13a   | 12 de juliol | Toló - Niça                   | 280 | Nicolas Frantz (LUX)          | Lucien Buysse (BEL)          |
| 14a   | 14 de juliol | Niça - Briançon               | 275 | Bartolomeo Aimo (ITA)         | Lucien Buysse (BEL)          |
| 15a   | 16 de juliol | Briançon - Évian-les-Bains    | 303 | Joseph van Dam (BEL)          | Lucien Buysse (BEL)          |
| 16a   | 17 de juliol | Évian-les-Bains - Dijon       | 321 | Camille van de Casteele (BEL) | Lucien Buysse (BEL)          |
| 17a   | 18 de juliol | Dijon - París                 | 341 | Aimé Dossche                  | Lucien Buysse (BEL)          |

### Classificació final

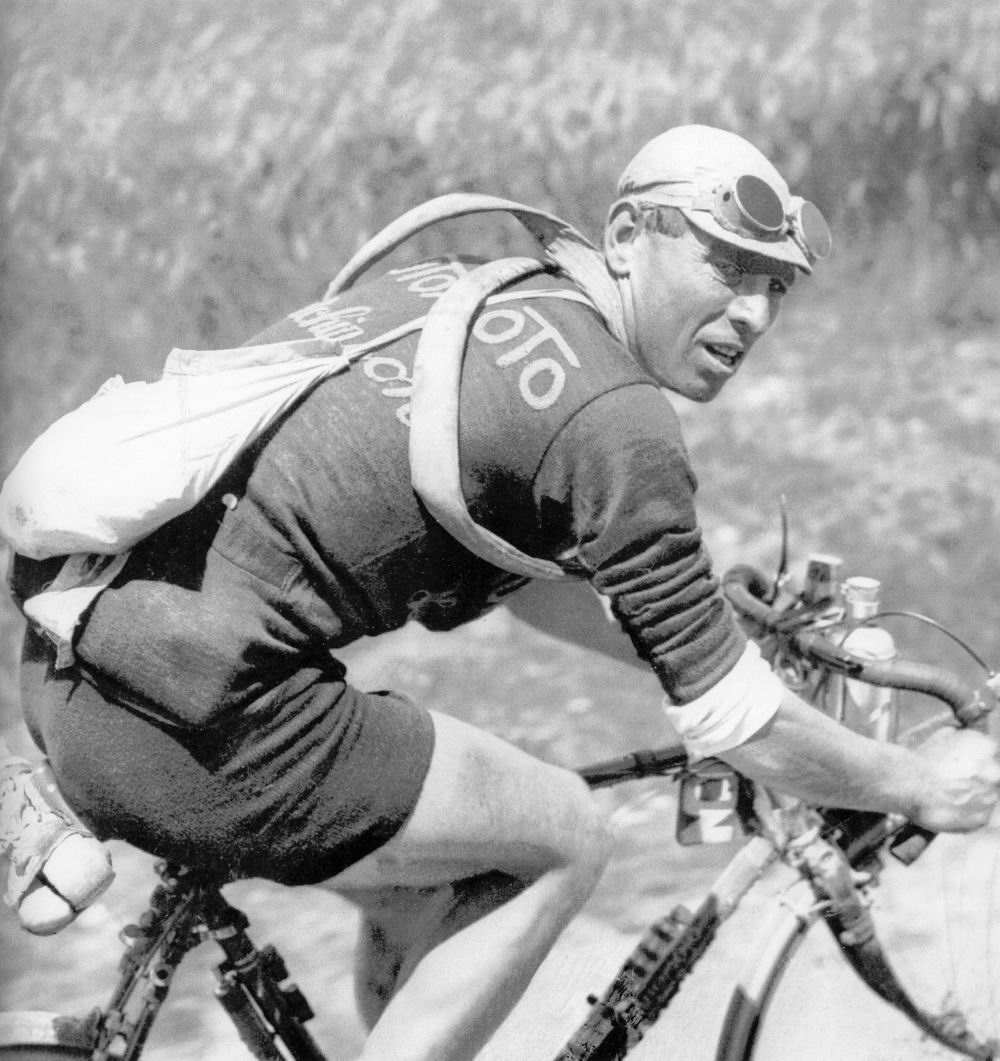
Lucien Buysse, vencedor del Tour de França de 1926.

| Classificació General | Classificació General    | Classificació General    | Classificació General | Classificació General |
| Pos.                  | Ciclista                 | Patrocinador             | Temps                 |                       |
| --------------------- | ------------------------ | ------------------------ | --------------------- | --------------------- |
| 1                     | Lucien Buysse (BEL)      | Automoto–Hutchinson      | 238h 44' 25"          |                       |
| 2                     | Nicolas Frantz (LUX)     | Alcyon-Dunlop            | + 1h 22' 25"          |                       |
| 3                     | Bartolomeo Aimo (ITA)    | Alcyon-Dunlop            | + 1h 22' 51"          |                       |
| 4                     | Théophile Beeckman (BEL) | Armor–Dunlop             | + 1h 43' 54"          |                       |
| 5                     | Félix Sellier (BEL)      | Alcyon-Dunlop            | + 1h 49' 13"          |                       |
| 6                     | Albert Dejonghe (BEL)    | J.B. Louvet – Wolber     | + 1h 56' 15"          |                       |
| 7                     | Léon Parmentier (BEL)    | Jean Louvet – Hutchinson | + 2h 09' 20"          |                       |
| 8                     | Georges Cuvelier (FRA)   | Meteore–Wolber           | + 2h 28' 32"          |                       |
| 9                     | Jules Buysse (BEL)       | Automoto–Hutchinson      | + 2h 37' 03"          |                       |
| 10                    | Marcel Bidot (FRA)       | Thomann–Dunlop           | + 2h 53' 54"          |                       |

### Altres classificacions
La cursa pels touriste-routiers, ciclistes que no pertanyien a cap equipi als quals no se'ls permetia cap mena d'assistència, va ser guanyada per l'italià Giovanni Rossignoli.
El diari organitzador de la cursa, L'Auto anomenà Lucien Buysse el meilleur grimpeur, el millor escalador. Aquest títol no oficial és el predecessor de la classificació de la muntanya.

## A posteriori
Lucien Buysse va anunciar després de la seva victòria que esperava repetir victòria el 1927, però per culpa de problemes financers de l'equip Automoto, no va participar en les edicions de 1927 i 1928, i no serà fins al 1929 quan hi torni a participar. Lucien Buysse no finalitzà cap més edició del Tour de França. El guanyador de l'edició anterior, Bottecchia, va anunciar que es retiraria del ciclisme després de les dificultats amb què va enfrontar el Tour de França de 1926.
L'organització del Tour de França no quedà satisfet amb el resultat del Tour de França de 1926, ja que 10 de les 17 etapes finalitzaren amb esprints massius. De cara a l'any següent es van modificar les regles, i les etapes planes s'executen com a contrarellotge per equips.